# Schizonycha globator
Schizonycha globator är en skalbaggsart som beskrevs av Fabricius 1781. Schizonycha globator ingår i släktet Schizonycha och familjen Melolonthidae. Inga underarter finns listade i Catalogue of Life.